# Pláž Kassari
Pláž Kassari nebo koupaliště Kassari, estonsky Kassari rand nebo Kassari supluskoht, se nachází na ostrově Kassari u vesnice Kassari a kosy Kassari v kraji Hiiumaa v Estonsku.

## Další informace
Je populární, klidná, kamenitá a travnatá pláž s nádhernými výhledy. Má jen základní vybavení. Pláž v Kassari omývají vody zálivů Jausa, Käina, Vaemla, Kassari a Õunaku patřící do přírodního parku Zátoka Käina - Kassari (Käina lahe-Kassari maastikukaitseala). Místo je celoročně volně přístupné.